# Arenaria cariensis
Arenaria cariensis är en nejlikväxtart som beskrevs av Annette Carlström 1986. Den ingår i släktet narvar, och familjen nejlikväxter. Inga underarter finns listade i Catalogue of Life.